# Leslie (Georgia)
Leslie è una città degli Stati Uniti d'America, situata in Georgia, nella Contea di Sumter.